# Naunton
Naunton est un village anglais situé dans le district de Cotswold et le comté du Gloucestershire.
Il est situé dans les Cotswolds, une région de beauté naturelle exceptionnelle (AONB), à environ 10 km à l'ouest de Stow-on-the-Wold et 20 km à l'est de Cheltenham.
La population de Naunton en 2000 était de 371 habitants.